# Рамон Гроссо
Рамон Гроссо (ісп. Ramón Grosso; 8 грудня 1943, Мадрид — 13 лютого 2002, там само) — іспанський футболіст, нападник. Найбільш відомий виступами за мадридський «Реал» та збірну Іспанії. Після закінчення футбольної кар'єри в основному тренував резервну команду «галактікос» ― «Реал Мадрид Кастілья».

## Біографія

### Клубна кар'єра
Народився у Мадриді. У віці 15 років потрапив у систему підготовки футболістів «Реал Мадрид». Провівши по обміну чотири місяці в «Атлетіко Мадрид», зарекомендував себе як ключовий гравець атаки і допоміг команді уникнути вильоту з вищого дивізіону. Потім повернувся в «Реал» і грав за клуб наступні 12 років.
Хоча в команді грали такі футболісти як Амансіо Амаро, Франсіско Хенто і Ференц Пушкаш, Гроссо зумів стати кращим бомбардиром «Реала» в перші два сезони, забивши 17 м'ячів в 28 іграх 1964/65 і 11 м'ячів в 29 іграх в 1965/66 роках. 23 вересня 1964 дебютував в Кубку європейських чемпіонів, коли «Реал» на виїзді переміг данський «Б-1909» з рахунком 5:2.
У наступні роки Гроссо грав на різних позиціях, у тому числі навіть як голкіпер у «Трофео Рамон де Карранса» проти «Бока Хуніорс». За роль лідера команди отримав прізвисько ісп. Obrero ― трудяга. Покинув «Реал» в червні 1976 року в віці 32 років, незабаром завершивши кар'єру гравця.

### Тренерська кар'єра
Наступні десятиліття Гроссо працював в «Реалі» як тренер: спочатку керував молодіжним підрозділом, провів два сезони другого дивізіону як головний тренер «Реал Мадрид Кастілья» (24 гри в сезоні 1986/87 і одна в сезоні 1996/97, після чого клуб вилетів в третій дивізіон), і нарешті отримав посаду помічника тренера в основній команді. 24 березня 1991 року, після відставки Альфредо Ді Стефано і до призначення головним тренером Радомира Антича, Гроссо, як тимчасово виконуючий обов'язки головного тренера, привів команду до нічиєї 1:1 в домашній зустрічі проти «Реал Ов'єдо».

### Міжнародні виступи
Гроссо 14 разів за три роки виходив на поле у складі збірної Іспанії . Дебютний матч на міжнародній арені для Гроссо відбувся 1 лютого 1967 року, коли команда розійшлася миром зі збірною Туреччини на стадіоні «Алі Самі Єн» у кваліфікаційному матчі Чемпіонату Європи з футболу 1968 року. У наступній зустрічі команд Гроссо забив гол, зробивши свій внесок у перемогу іспанців з рахунком 2:0 в Більбао.

### Смерть
Після довгої боротьби із раковим захворюванням, Гроссо помер 13 лютого 2002 року в Мадриді у віці 58 років. У нього залишилася вдова Ампаро і п'ятеро дітей, включаючи старшу дочку Марію-Анхелу, дружину колишнього футболіста «Реала» Франсиско Льоренте.

## Досягнення
- Чемпіон Іспанії (7): 1964/65, 1966/67, 1967/68, 1968/69, 1971/72, 1974/75, 1975/76
- Володар Кубка європейських чемпіонів: 1965/66
- Володар кубка Іспанії (3): 1969/70, 1973/74, 1974/75